# جراحی حفره‌ای لثه
«جراحی حفره‌ای لثه» ( انگلیسی : Pinhole Surgical Technique® or PST) روشی نوین برای بازگردانی لثه از دست رفته یا آسیب دیده است که در مقایسه با روش‌های رایج جراحی لثه از مزایای زیادی برخوردار است. این روش توسط دکتر جان چائو و پس از سال‌ها تحقیق و بررسی بر روی موارد گوناگون از بیماری‌های لثه برای اولین بار در سال 2006 پایه‌گذاری شد. از خصوصیات این شیوه نوین عدم نیاز به پیوند و برداشت بافت زنده از سقف دهان، عدم نیاز به بخیه به جز در موارد خاص، زمان بسیار کوتاه، درد و خون‌ریزی کمتر، دوام بیشتر و هزینه کمتر نسبت به روش‌های معمول دیگر را می‌توان نام برد.

## نحوه انجام
روش حفره‌ای برای باز گرداندن و ترمیم لثه تحلیل رفته از شیوه بسیار متفاوت و نو آورانه‌ای بهره می‌برد. پس از جرم‌گیری و ضدعفونی زیر خط لثه آسیب دیده، با استفاده از ابزار مخصوصی که توسط بنیان‌گذار این روش طراحی شده، حفره کوچکی در ناحیه‌ای بالاتر از خط لثه آسیب دیده و تحلیل رفته ایجاد می‌شود و جراح پس از وارد کردن نوک سوزنی و خمیده ابزار مخصوص این کار با برش درونی کلاژن‌ها و تحریک آن‌ها لثه را به بالا کشیده تا به خط لثه طبیعی برسد و سپس با ابزار مخصوص دیگری در صورت نیاز و بسته به میزان آسیب دیدگی لثه، بافت بالا کشیده شده را پس از جاگذاری پین یا خارک‌های کلاژنی مخصوص به لثه‌های مجاور و پاپیلا بخیه می زند. به ادعای دکتر چاو، بنیان‌گذار این شیوه، تنها بعد از 2 ساعت و بدون درد و خون ریزی و عدم نیاز به پیوند و برش در دهان، ظاهر لثه آسیب دیده به حالت طبیعی بر می‌گردد و بعد از یک هفته بدون نیاز به جراحی دوباره در اکثر موارد لثه به حالت کاملاً طبیعی و مقاوم خود باز می‌گردد. این روش در مواردی که تحلیل لثه به علت آسیب زدگی از طریق استفاده غیر اصولی از مسواک‌های سخت و روش‌های ناردست مسواک زدن و نخ دندان ایجاد شده باشد بسیار مؤثر و با دوام عمل می‌کند و می‌تواند تا سال‌ها به حفظ قوام و بافت طبیعی لثه آسیب‌دیده کمک کند.